# Krzyżanowice (województwo śląskie)

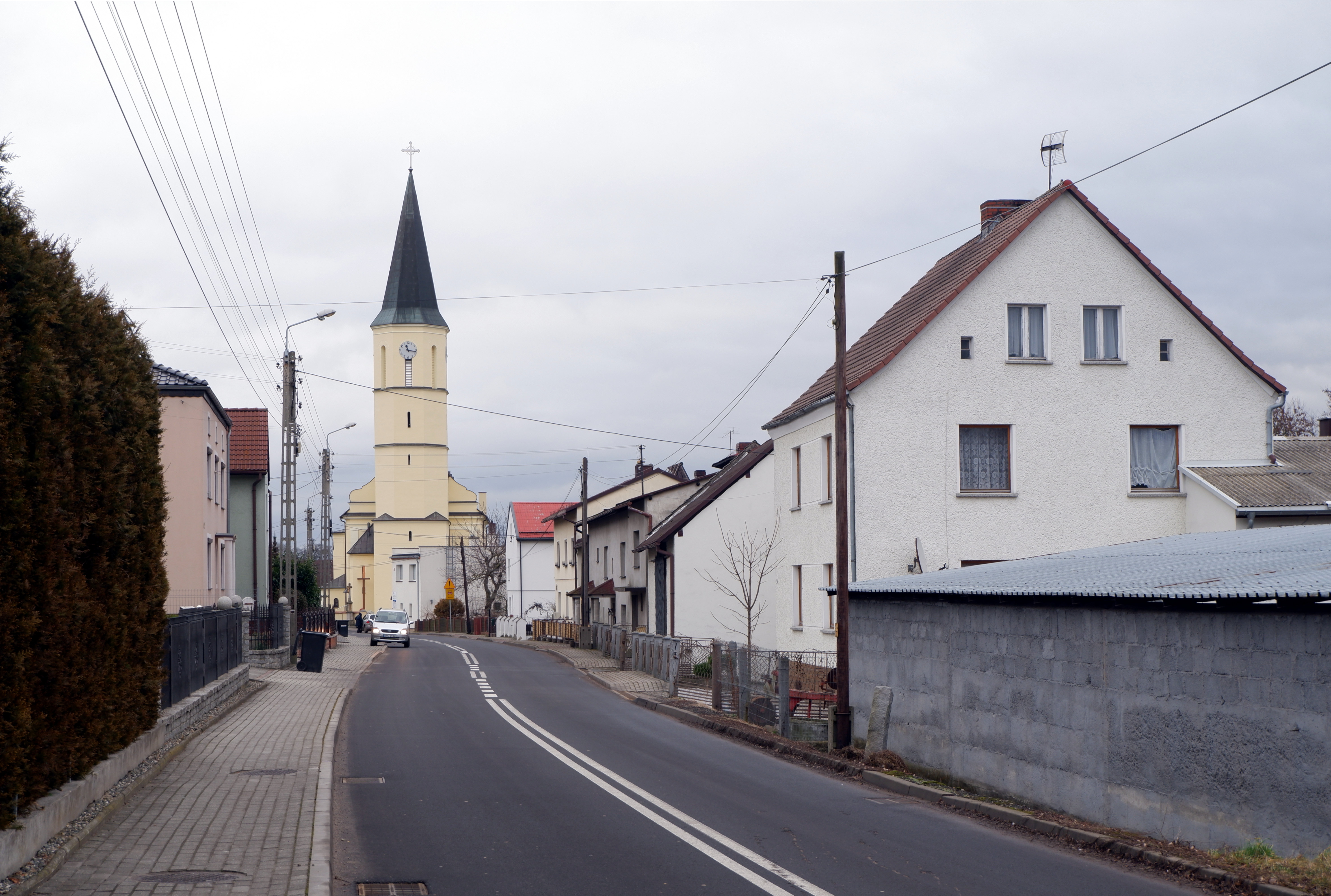
Ulica Główna i kościół św. Anny

Krzyżanowice (niem. Kreuzenort) – wieś w Polsce położona w województwie śląskim, w powiecie raciborskim, siedziba gminy Krzyżanowice, nad Odrą. Historycznie leży na Górnym Śląsku.
Parafia w Krzyżanowicach należy do diecezji opolskiej.
Krzyżanowice, jak w wiele innych wsi na Górnym Śląsku, ma zachowane charakterystyczne ślady dawnego układu osadniczego. Do dziś zachował się centralny, wrzecionowato wydłużony plac dawnego nawsia, którego jeden z końców zajmuje kościół.

## Część wsi
- Łapacz - przysiółek

## Położenie i komunikacja
Krzyżanowice położone są w dolinie rzeki Odry. Najbliżej położonymi miastami są Wodzisław Śląski, Bogumin i Racibórz. Przez miejscowość przebiegają droga krajowa nr 45 oraz droga wojewódzka nr 936, a także Linia kolejowa nr 151 ze stacją kolejową Krzyżanowice.

## Historia
Wieś powstała na przełomie XIII i XIV wieku, a pierwszy zapis znajduje się w dokumentach arcybiskupa gnieźnieńskiego i pochodzi z 1285. Wówczas wioska nazywała się „Krziżanowitz”. Pisownia zmieniała się wiele razy na przestrzeni wieków, wraz ze zmieniającą się przynależnością do różnych państw. Krzyżanowice należały kolejno do Polski, Czech, Habsburgów, Prus, Niemiec i od 1945 ponownie do Polski. Dokumenty, które zachowały się do dziś, podają następujące nazwy: Crizanowitz (nazwa ta pochodzi z języka łacińskiego, co jest charakterystyczne dla średniowiecza – łaciński był językiem uniwersalnym; wskazuje to przynależność do wspólnoty chrześcijańskiej już w średniowieczu), Krajanewitz, Krzizanewiz (nazwa, która została poddana stopniowej germanizacji), Kreuzenort (wprowadzona 8 IV 1874 roku przez cesarza niemieckiego Wilhelma I, obowiązywała do 9 V 1945 roku).
Miejscowość leżała od średniowiecza na obszarze diecezji wrocławskiej, pomimo to w 1724 roku w miejscowości z 15 gospodarzy 9 było Morawianami (z sąsiedniej diecezji ołomunieckiej), podobnie jak 31 z 42 zagrodników, a na przełomie następnego stulecia osiedliło się tu 18 dalszych rodzin morawskich.
W 1910 roku w miejscowości mieszkało 1352 mieszkańców, z czego 1143 mówiło w języku polskim, 10 – polskim i niemieckim, a 198 – niemieckim. W wyborach komunalnych, które odbyły się w listopadzie 1919 roku, oddano na listę polską 236 głosów, na ogólną liczbę 443 głosów. Zdobyła ona 5 z 9 mandatów. Podczas plebiscytu na Śląsku swoje głosy oddało 1038 osób (w tym 262 emigrantów). Za Polską głosowało w nim 395 wotantów, a za Niemcami 606.
W Krzyżanowicach działały polskie organizacje, takie jak Polska Organizacja Wojskowa Górnego Śląska pod dowództwem Franciszka Klona i 57-osobowa regionalna sekcja Dzielnicy Śląskiej Polskiego Towarzystwa Gimnastycznego „Sokół”. Miejscowość objęły walki w czasie powstań śląskich. Ochotnicy z Krzyżanowic w III powstaniu wchodzili w skład 3 kompanii pułku raciborskiego Alojzego Segeta.
Po zakończeniu II wojny światowej wrócono do nazwy Krzyżanowice, gdy Śląsk znalazł się pod władzą polską. Jednak pochodzenie nazwy miejscowości nie jest pewne. Jedne źródła podają, że wywodzi się od nazwy plemiona Crizan, a inne – od słowa „krzyż”. Krzyżowały się tutaj szlaki handlowe, ponadto krzyż stawiano na rozstaju dróg. Jeśli nazwa pochodzi od słowa krzyż, świadczy to o związkach handlowych zamieszkujących ludzi z ludami z północy i południa. Świadczyć to może o wysokiej pozycji ekonomicznej wsi w średniowieczu.
W latach 1954–1972 wieś należała i była siedzibą władz gromady Krzyżanowice. W latach 1975–1998 miejscowość administracyjnie należała do województwa katowickiego, a wcześniej, w latach 1950-1975 - do województwa opolskiego.

## Zabytki
Według Narodowego Instytutu Dziedzictwa, w miejscowości znajdują się następujące obiekty zabytkowe:
- kościół parafialny pw. św. Anny (wpisany do rejestru zabytków, nr rej. A/569/2019[9]),
- pałac Lichnowskich z XVIII w., wpisany do rejestru zabytków, nr rej. A/656/2020[10], przebudowany w 1856 przez księcia Karola von Lichnowsky'ego, którego herb znajduje się w lewym łuku potrójnego portalu, natomiast w prawym łuku jest herb von Werdenberg. Rodzina Lichnowskich utrzymywała kontakty z największymi kompozytorami. W dobrach Lichnowskich (także w Krzyżanowicach) przebywali m.in. Ludwig van Beethoven oraz Ferenc Liszt[11].

- brama, wpisana do rejestru zabytków,  nr rej. A/656/2020[10].

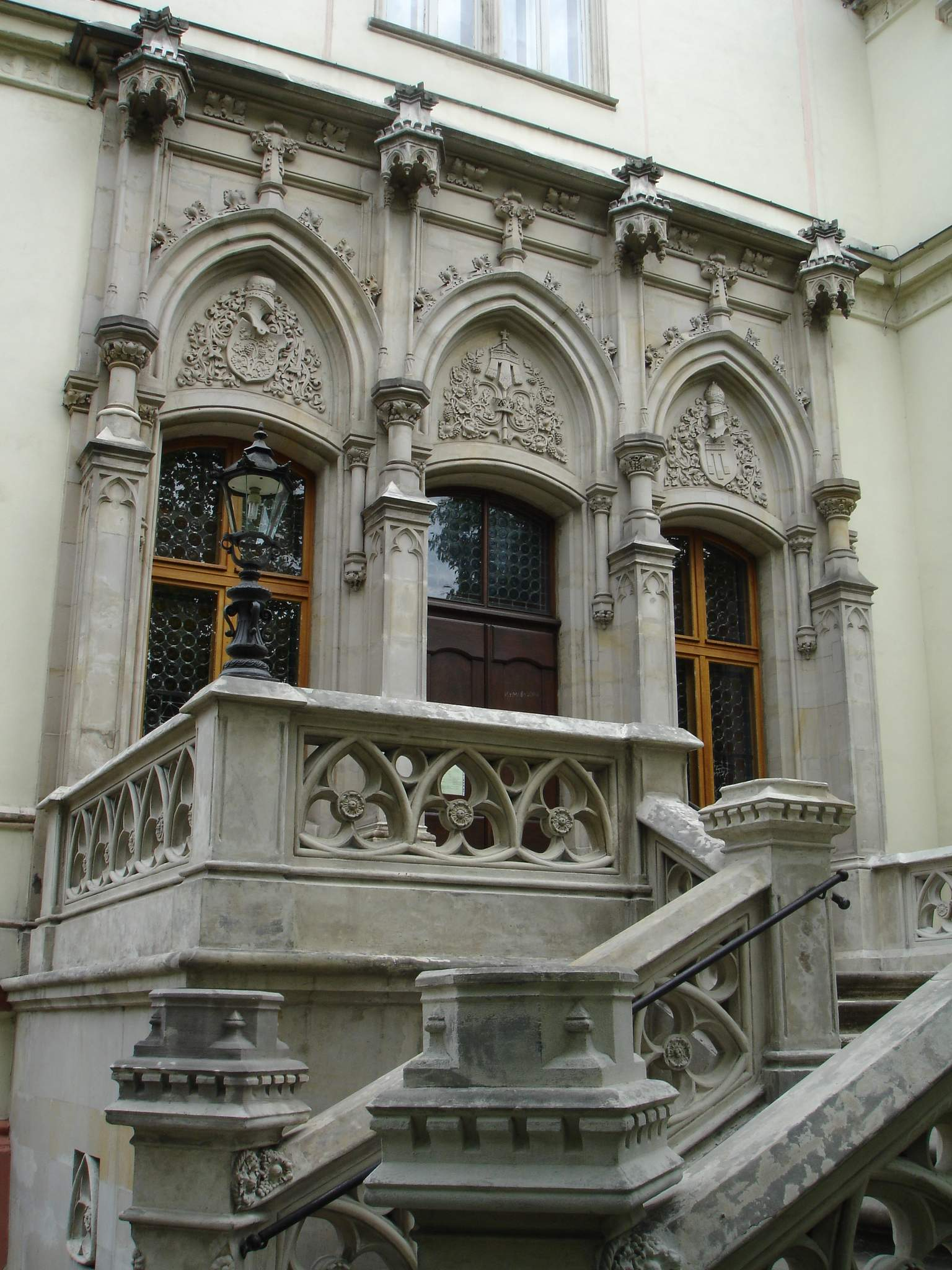
Neogotycki portal z herbami
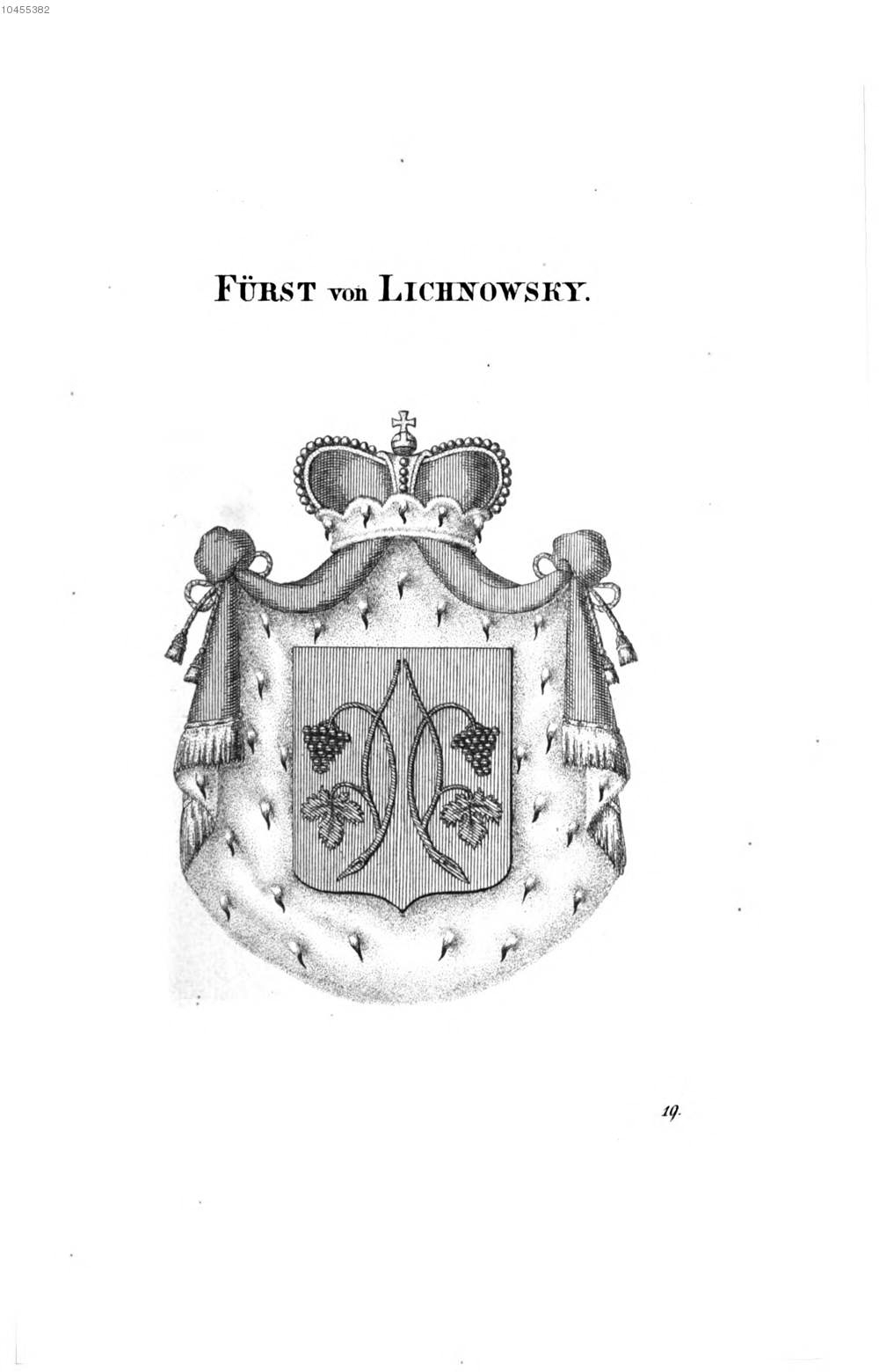
Herb Karola von Lichnowsky’ego
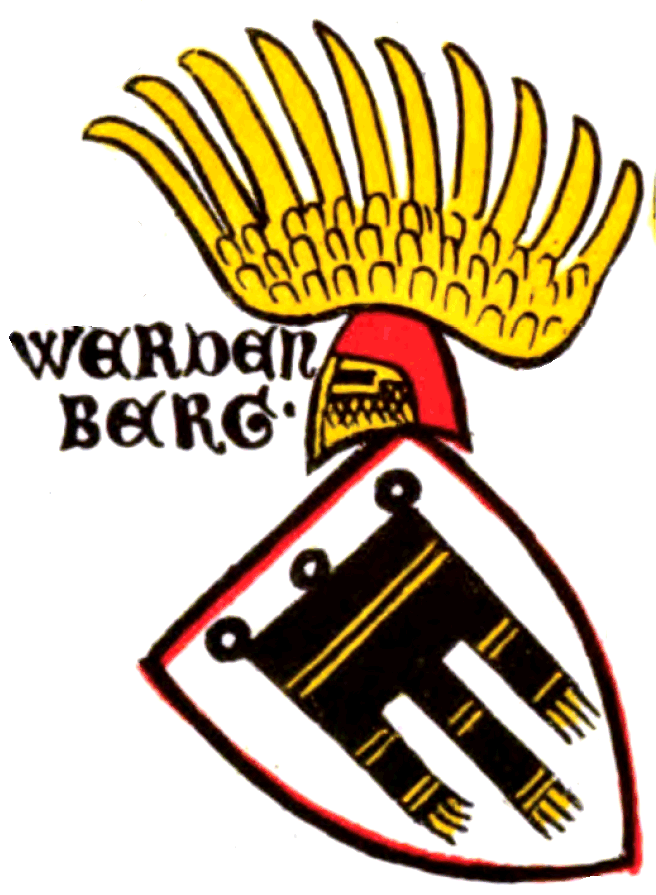
Herb Werdenberg
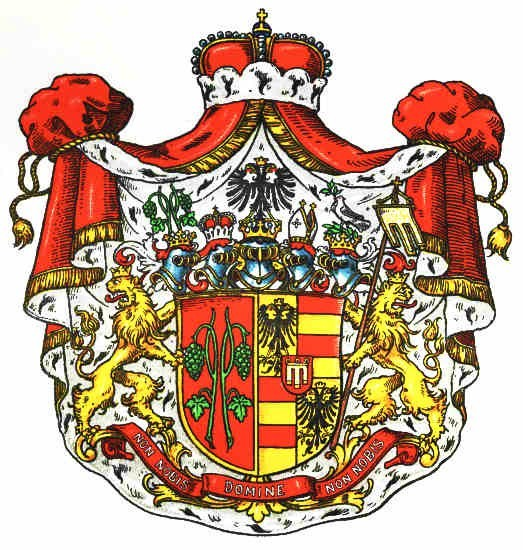
Herb rodziny Lichnowskich

## Folklor
W miejscowości posługiwano się gwarami śląskimi, jednak z silnymi wpływami gwar laskich.